# Josef Kiefer
Josef Kiefer, detto Seppi (Basilea, 5 dicembre 1942), è un ex calciatore e allenatore di calcio tedesco, nato in Svizzera, di ruolo difensore.

## Carriera
Bandiera del Basilea, vanta 6 presenze nelle competizioni UEFA per club.

## Palmarès

### Club

#### Competizioni nazionali
- Campionato svizzero: 4

Basilea: 1968-1969, 1969-1970, 1971-1972, 1972-1973
- Coppa di Lega svizzera: 1

Basilea: 1971-1972

#### Competizioni internazionali
- Coppa delle Alpi: 2

Basilea: 1969, 1970